# De Bachelor
De Bachelor is een Nederlands televisieprogramma dat gebaseerd is op een Amerikaans format. Het eerste seizoen werd in 2003 door RTL 4 uitgezonden. Hierna volgden diverse seizoenen die ook op andere televisiezenders te zien waren zoals Yorin en Net5. In 2020 verscheen een vrouwelijke versie van het programma onder de naam De Bachelorette, deze werd uitgezonden door Videoland.

## Format
In het programma moet een vrijgezelle man, de zogeheten bachelor, een keuze maken uit een aantal vrouwen (bij De Bachelorette moet een vrijgezelle vrouw een keuze maken uit een aantal mannen). Tijdens de afleveringen gaat de bachelor(ette) met sommige deelnemers op enkele date en met andere op groepsdate. Elke aflevering sluit af met een rozenceremonie. Tijdens deze ceremonie geeft de bachelor(ette) rode rozen weg aan de deelnemers, die roos geeft hun de sleutel om nog een aflevering langer te blijven. Tijdens deze ceremonie valt meestal één deelnemer af, echter tijdens sommige afleveringen moeten meerdere deelnemers het programma verlaten.

## Seizoensoverzicht
Hieronder een overzicht van de afgelopen seizoenen.
| Nr.                | De Bachelor(ette)(s)     | Jaar        | Presentator      | Bestemming  | Zender      |
| De Bachelor        | De Bachelor              | De Bachelor | De Bachelor      | De Bachelor | De Bachelor |
| ------------------ | ------------------------ | ----------- | ---------------- | ----------- | ----------- |
| ♂1                 | Roderick Hilhorst        | 2003        | Irene Moors      | Spanje      | RTL 4       |
| ♂2                 | Peter Paul Hollink       | 2004        | Rik Luijcx       | Zuid-Afrika | Yorin       |
| ♂3                 | Lars Vreugdenhil         | 2011        | Robert ten Brink | Curaçao     | RTL 4       |
| ♂4                 | Rutger Vlaming           | 2012        | geen presentator | Suriname    | Net5        |
| ♂5                 | Robbert Jonkheer         | 2017        | geen presentator | Griekenland | Net5        |
| ♂6                 | Tony Junior              | 2021        | Rick Brandsteder | Kroatië     | Videoland   |
| ♂7                 | Thomas van der Vlugt     | 2022        | Rick Brandsteder | Mexico      | Videoland   |
| ♂8                 | Paul Roos & Rien Welsink | 2024        | Monica Geuze     | Tanzania    | Videoland   |
| De Bachelorette    |                          |             |                  |             |             |
| ♀1                 | Gaby Blaaser             | 2020        | Rick Brandsteder | Zuid-Afrika | Videoland   |
| ♀2                 | Sylvia Geersen           | 2023        | Monica Geuze     | Zuid-Afrika | Videoland   |
| De Golden Bachelor |                          |             |                  |             |             |
| ♂1                 | Gerard de Jonge          | 2025        | Chantal Janzen   | Italië      | Videoland   |

## Achtergrond
In 2003 werd het eerste seizoen van het programma uitgezonden door RTL 4, deze werd gepresenteerd door Irene Moors en werd opgenomen in Spanje. Ondanks dat het eerste seizoen goed werd bekeken verscheen het tweede seizoen op televisiezender Yorin. Het tweede seizoen was in 2004 en werd ditmaal gepresenteerd door Rik Luijcx. De opnames vonden plaats in Zuid-Afrika.
Na een pauze van een aantal jaar keerde in 2011 het programma terug op televisie, ditmaal was het weer te zien op RTL 4. Het derde seizoen werd gepresenteerd door Robert ten Brink en werd opgenomen in Curaçao. In het jaar daarop, in 2012, keerde het programma terug voor een vierde seizoen, deze keer op televisiezender Net5. De opnames voor het vierde seizoen vonden plaats in Suriname. Tijdens deze editie van het programma was er geen presentator meer aanwezig. Hetzelfde gold voor het vijfde seizoen in 2017 die ook door Net5 werd uitgezonden, dit seizoen werd opgenomen op het Griekse eiland Skyros.
Op 11 maart 2021 werd het zesde seizoen van het programma aangekondigd, deze keer op Videoland.

### De Bachelorette
In 2020 verscheen een vrouwelijke versie van het programma onder de titel De Bachelorette, waarin een vrouwelijke single op zoek gaat naar een partner. Tijdens deze eerste editie was actrice Gaby Blaaser de bachelorette. Dit seizoen werd gepresenteerd door Rick Brandsteder en werd opgenomen in Zuid-Afrika. Het seizoen bestond uit twaalf afleveringen en was exclusief te zien op Videoland, het seizoen sloot af met een speciale aflevering die vier maanden later is opgenomen en waarin de bachelorette en de deelnemers terugblikten op het seizoen.
Drie jaar later, in februari 2023, keerde De Bachelorette terug voor een tweede seizoen op Videoland, ditmaal met model Sylvia Geersen in de hoofdrol. Brandsteder keerde niet terug als presentator en werd opgevolgd door Monica Geuze.

### De Golden Bachelor
In augustus 2024 maakte RTL bekend dankzij het succes van De Bachelor en De Bachelorette te werken aan een nieuw variant onder de naam De Golden Bachelor. Deze variant staat gelijk aan de format van de andere edities, alleen is de bachelor een man op leeftijd. Voor de eerste editie werd 73-jarige Gerard gekozen. Eind september 2024 werd Chantal Janzen aangekondigd als presentatrice van De Golden Bachelor.

## Trivia
- Nog voordat het eerste seizoen in 2003 afgelopen was, werd door de media al bekendgemaakt met welke vrouw de bachelor zou eindigen.[13]